# Jérôme Bourdellon
Jérôme Bourdellon (* 1956) ist ein französischer Improvisationsmusiker (Klarinette, Flöte) und Komponist, der sich auch im Bereich der Zeitgenössischen Musik betätigt.

## Leben und Wirken
Bourdellon, der zunächst Sozialarbeiter war, konzentrierte sich seit Anfang der 1980er-Jahre auf neue und improvisierte Musik; er arbeitete mit Komponisten zusammen, die sich für innovative Instrumentaltechniken und andere Formen des musikalischen Schreibens interessieren. In der französischen und internationalen Improvisationsszene spielte er u. a. mit Thomas Buckner, Joe McPhee, Raymond Boni, Carlos Zingaro und Joëlle Léandre. Gemeinsam mit Damien Charron, Jean-Louis Charpille, Alain Lithaud, Antoine Gindt und Daniel Koskowitz war er einer der Gründer des Festival Music Action de Vandœuvre in Nancy, auf dem er regelmäßig auftritt. 1994 nahm er sein erstes Soloalbum Trajet Solo auf; 2006 legte er das Soloalbum Totem (Mutable) vor, auf dem er mit dem Bariton Thomas Buckner, dem Saxophonisten Joe McPhee und selber auf Flöten und Shakuhachi in Kompositionen zu Skulpturen des Bildhauers Alain Kirili zu hören ist.
Jérôme Bourdellon lebt in der nordfranzösischen Stadt Nancy.

## Diskographische Hinweise
- A.M.I.S. Quartet: For Frank Wright (Label Usine, 1992), mit Joe McPhee, André Jaume, Daunik Lazro
- Jérôme Bourdellon/Joe McPhee: Novio Iolu (Label Usine, 1994)
- Joe McPhee & Jérôme Bourdellon: Manhattan Tango (Label Usine, 2000)
- Raymond Boni/Jérôme Bourdellon: The Visit (Usine, 2000)
- Roscoe Mitchell/Thomas Buckner/Jérôme Bourdellon/Dalila Khatir: Kirili et les Nympheas (Mutable, 2008)
- Carlos Alves Zingaro/Jean-Luc Cappozzo/Jérôme Bourdellon/Nicolas Lelievre: Live at Total Meeting (NoBusiness Records, 2010)
- Joëlle Léandre & Jerome Bourdellon: Evidence (Relative Pitch Records, 2011)
- Jérôme Bourdellon & Michel Edelin: Peninsula (Label Usine, 2018)